# Basse Santa Su
Basse Santa Su est une ville de Gambie, chef-lieu de la division de Upper River.

## Géographie
La ville est située dans l'est du pays sur la rive gauche du fleuve Gambie, le district de Fulladu East.
Basse Santa Su, normalement connue sous le nom de Basse, est une grande ville située dans le district de Fulladu East, à l'extrême est du fleuve Gambie. C'est la capitale et le siège régional de la région de l'Upper River (URR) et l'une des huit zones de gouvernement local de la Gambie. La colonie en amont se trouve à 370 kilomètres de la capitale Banjul et à environ 340 kilomètres par la route de l'aéroport de Yundum. La ville possède un marché de village animé, une traversée en ferry vers la rive nord pour les passagers et les marchandises, et c'est un point de transit important pour les marchandises à destination de l'est du Sénégal, du Mali et de la Guinée. Basse a une population d'environ 20 000 personnes composée principalement de Peuls, suivis des Serahule, des Mandingues et d'autres groupes ethniques.
Le nom Bassé:
Le mot Bassé vient du Peul, Poular qui signifie nattes au pluriel, quand au singulier il s'appelle Bassal.
Selon l'histoire orale les premiers colons de Bassé se sont aventurés à fabriquer des nattes (Bassé) en Peul, Poular ou Fulani.
C'est ce qui a donné le nom Bassé.

## Personnalités
- Adama Barrow, président élu de la République de Gambie est né à Mansajang Kunda (de), à la périphie sud de la ville.